# Peter Axelsson
Hans Peter Christian Axelsson (Täby, 22 de junio de 1967) es un deportista sueco que compitió en bádminton, en la modalidad de dobles.
Ganó una medalla de bronce en el Campeonato Mundial de Bádminton de 1993 y seis medallas en el Campeonato Europeo de Bádminton entre los años 1988 y 2000.

## Palmarés internacional
| Campeonato Mundial | Campeonato Mundial       | Campeonato Mundial | Campeonato Mundial |
| Año                | Lugar                    | Medalla            | Prueba             |
| ------------------ | ------------------------ | ------------------ | ------------------ |
| 1993               | Birmingham (Reino Unido) | Medalla de bronce  | Dobles             |
| Campeonato Europeo |                          |                    |                    |
| Año                | Lugar                    | Medalla            | Prueba             |
| 1988               | Kristiansand (Noruega)   | Medalla de bronce  | Dobles             |
| 1990               | Moscú (URSS)             | Medalla de bronce  | Dobles             |
| 1992               | Glasgow (Reino Unido)    | Medalla de bronce  | Dobles             |
| 1996               | Herning (Dinamarca)      | Medalla de bronce  | Dobles             |
| 1998               | Sofía (Bulgaria)         | Medalla de plata   | Dobles             |
| 2000               | Glasgow (Reino Unido)    | Medalla de plata   | Dobles             |